# Château Margaux

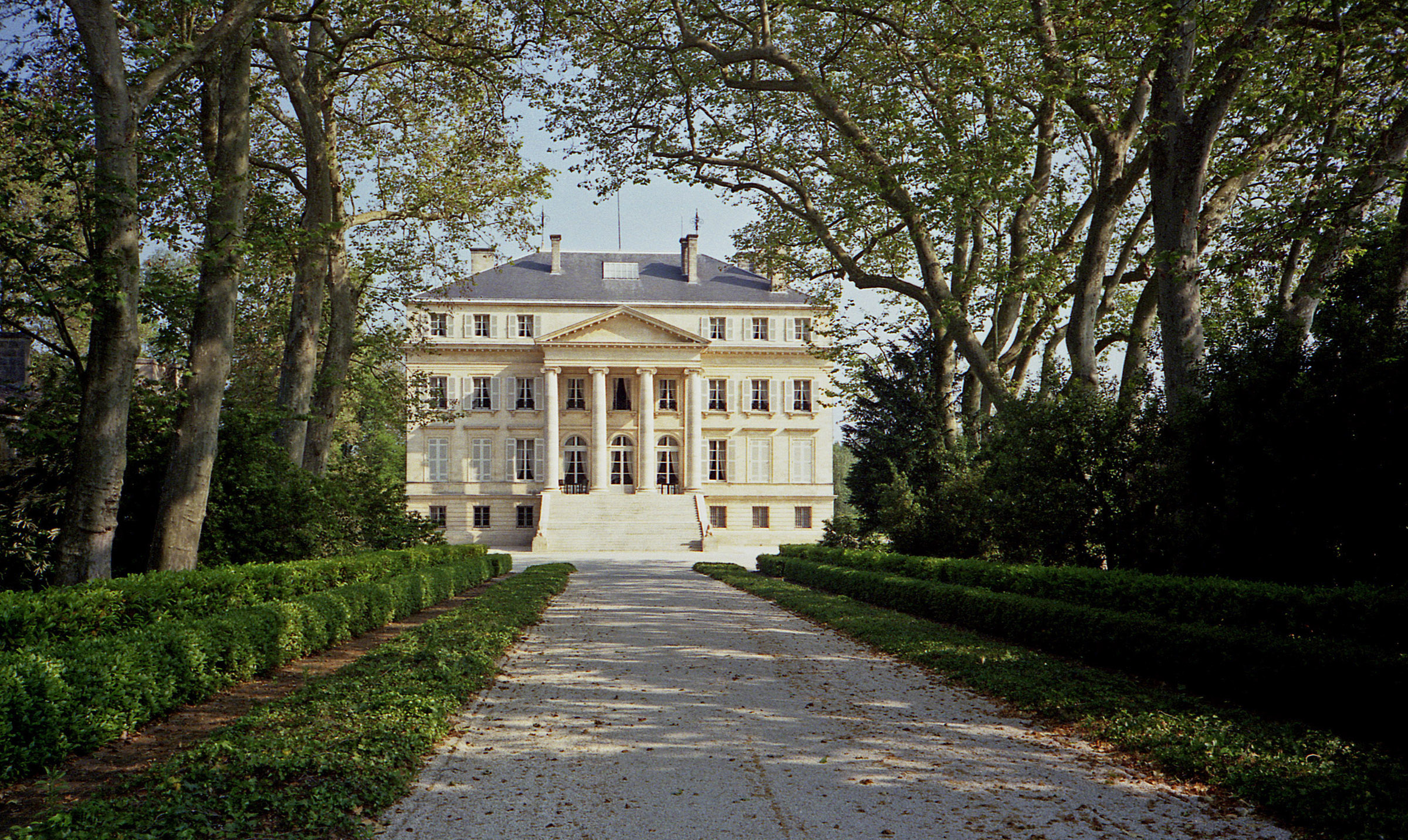
Château Margaux

Château Margaux je jednou ze čtyř usedlostí, jimž byla při legendární Bordeauxské klasifikaci vín v roce 1855 přiznána kategorie premier cru. Díky dávnému královskému privilegiu je jedinou usedlostí v celé oblasti, jež nese přesně stejné jméno jako víno vyráběné na jejích pozemcích. Zmíněné víno patří k nejdražším vínům na světě. Láhev stojí víc než 1750 dolarů, a to v době, kdy víno teprve zraje v sudu.
Usedlost leží ve stejnojmenné obci v oblasti Haut Médoc, kraj Bordeaux, département Gironde. Vinice, jež tvoří apelaci Margaux AOC (Appellation d'Origine Contrôlée), se rozkládají na štěrkovém terénu na levém břehu při ústí řeky Garonny.

## Dějiny

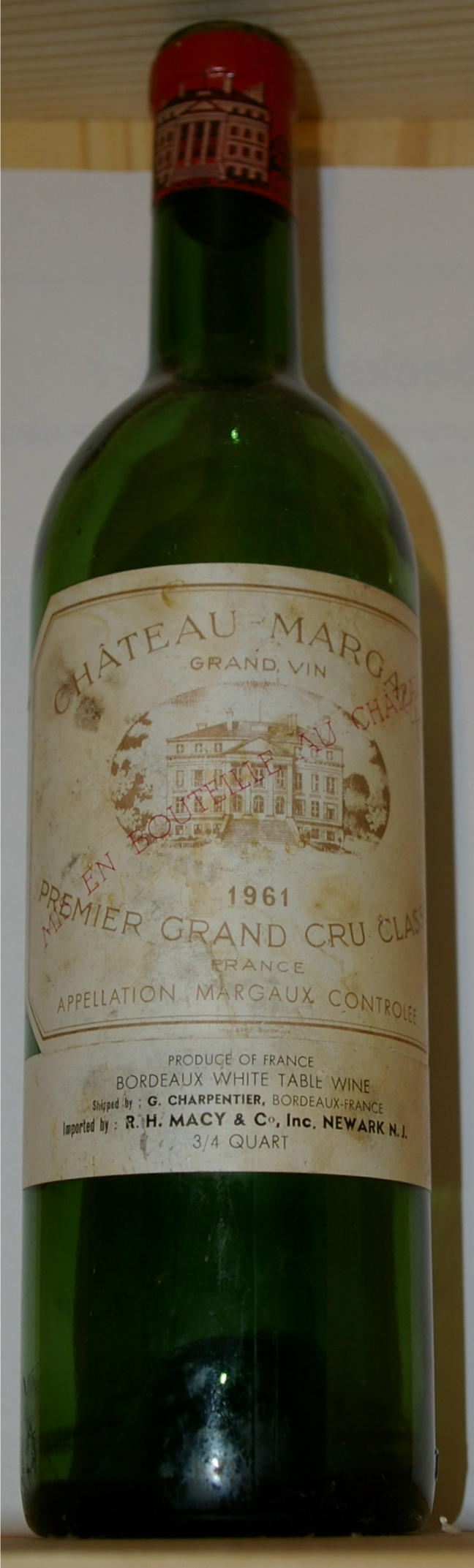
Láhev Château Margaux ročník 1961

Místo bylo známé již ve 12. století pod jménem La Mothe de Margaux. V té době zde však ještě nebyly žádné vinice. V roce 1152 se Eleonora Akvitánská provdala za pozdějšího anglického krále Jindřicha Plantageneta, čímž se Akvitánie dostala až do roku 1453, kdy skončila stoletá válka pod anglickou nadvládu. Období anglického panování bylo pro bordeauxská vína skutečným požehnáním, neboť se jim tak otevřela přímá cesta na anglický trh. Syn Jindřicha a Eleanory Richard zvaný Lví srdce povýšil zdejší červené víno, jež Angličané nazývali klaret, na svůj každodenní nápoj.
La Mothe de Margaux přecházelo z jedněch šlechtických rukou do druhých, až se v 16. století dostalo do majetku rodu Lestonnakových. Tehdy se začalo v Margaux blýskat na nové časy. Pierre de Lestonnac v letech 1572 až 1582 majetek zcela přebudoval, přičemž jasnozřivě odhadl budoucí vývoj v oblasti poloostrova Médoc a mnohá obilná pole přeměnil na vinice. V roce 1700 činila rozloha pozemků náležejících k usedlosti stejně jako dnes 265 ha. Pozemky určené pro vinice zabíraly 78 ha a tento stav se dodnes prakticky nezměnil.
Na samém počátku 18. století získal zdejší pozemky markýz de la Colonilla. V roce 1810 pověřil nejvýznamnějšího bordeauxského neoklasického architekta Louise Combese, aby nevelkou usedlost, jež tam tehdy stála, přestavěl na zámek hodný zdejšího vína (do Anglie se odtud totiž dodával nejvíce vybarvený bordeauxský klaret). Přestavba se uskutečnila v letech 1810 až 1816 s rychlostí, jež zaručila dokonalou jednotnost celku. Výsledkem byl mistrovský architektonický výtvor, čtvercový palác v neopalladiánském stylu s monumentálním vchodem se čtyřmi sloupy. Zámek, který zdobí i etiketu vína Château Margaux, Je obklopen parkem a vede k němu dlouhá alej platanů.
Stejnou pozornost jako vlastnímu château věnoval Louis Combes i uspořádání a výstavbě zemědělských budov. Na jedné straně zámku vybudoval obdélníkový dvůr vinařství s obrovským sklepem, kolem něhož soustředil všechny potřebné provozy.
Rozkvět, který nastal v 18. století, přervala Francouzská revoluce. Majitel panství Elie du Barry, hrabě z Hargincourtu, skončil v době jakobínského teroru na popravišti a revolucionáři Château Margaux s jeho vinicemi, lesy, polnostmi a mlýny nejprve znárodnili a poté rozprodali v dražbě.
Další pohroma přišla v 19. století. Zdejší vinice, dávaly víno takové kvality, že je Thomas Jefferson, pozdější prezident USA, umístil na první místo svého seznamu nejlepších francouzských vín, což oficiální Bordeauxská klasifikace vín z roku 1855 provedená u příležitosti Světové výstavy v Paříži potvrdila zařazením Château Margaux do kategorie premier cru. Na konci století však francouzské vinice napadla nejprve plíseň a poté mšička révokaz a nevyhnuly se ani Médoku. Následky byly katastrofální.
V letech 1930 až 1977 se usedlost dostala do vlastnictví rodiny Ginestetových, s nimiž přišly blahodárné zásahy: scelování vinohradů, obnova stáčení do láhví ve vinařství a v neposlední řadě zlepšení technologie výroby.
V roce 1977 pak vinařství zakoupil André Mentzelopulos, význačný obchodník z řeckého Patrasu (Pátra), který (poté, co vydělal obrovské jmění) dostal nápad koupit si tento francouzský vinařský skvost, což byl v té době dost neobvyklý krok. Než André Mentzelopoulos v roce 1980 zemřel, což se stalo téměř přesně tři roky na to, v předvečer výroby jeho prvního ročníkového vína, měl dostatek času vdechnout Château Margaux nového ducha, myšlenky, díky jimž se usedlost stala vzorem pro ostatní médocká vinařství. V jeho díle dnes pokračuje dcera Corinne, jíž Château Margaux vděčí za obnovu svého vynikajícího postavení.

## Vinařství

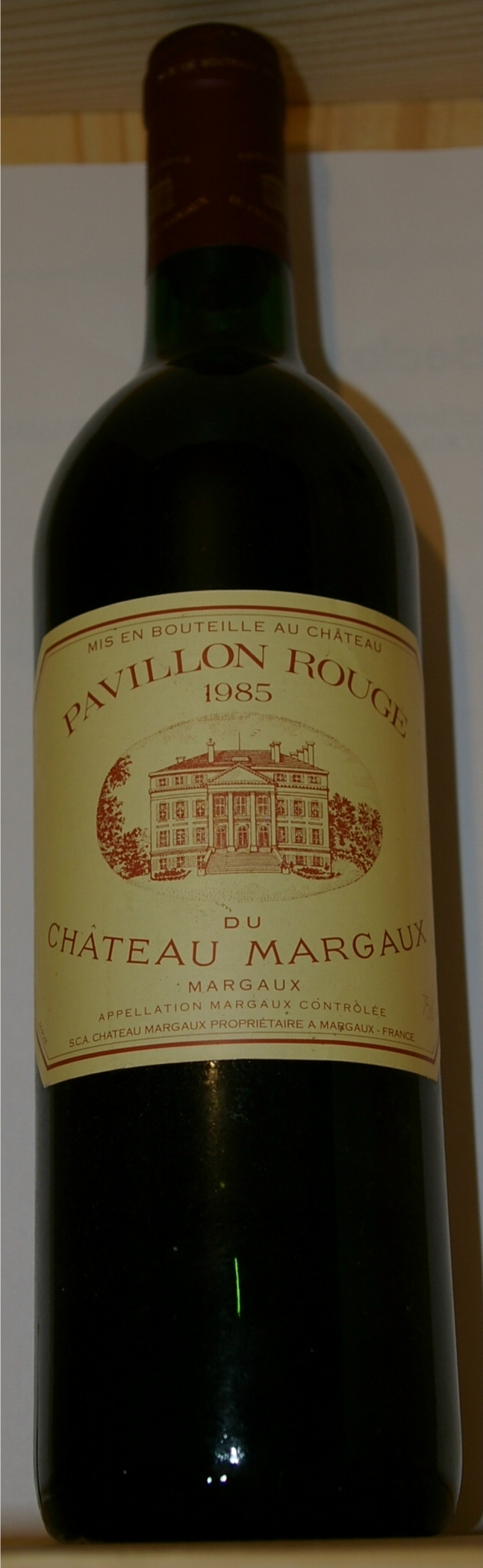
Láhev Château Margaux Pavillon Rouge

Margaux je největší ze společných apelací na poloostrově Médoc v kraji Bordeaux. Vinná réva se zde pěstuje na ploše 1400 hektarů.
Tak jako většina médockých vín zažil i zdejší klaret v 18. století vývoj od nevýrazné vodnaté tekutiny, jež během pár let zcela vybledla, k tmavému komplexnímu nápoji, který od té doby plní zdejší sklepy. Víno Château Margaux za to vděčí zejména inovacím, jež v 50. letech 18. století zavedl zdejší geniální správce vinného sklepa Berlon. Zakázal například sklízet hrozny hned po ránu, aby se zabránilo snižování jejich cukernatosti díky rose. A byl to on, kdo první pochopil význam kvality půdy pro pěstování révy. Díky němu vévodí Château Margaux již více než dvě a půl století kvalitou svých vín celé jižní oblasti Médoku.
André Mentzelopoulos zavedl celou řadu novinek. Patří mezi ně odvodnění půdy, využívání odborných konzultantů, výměna mnoha starých sudů za nové a vyhloubení úžasného nového sklepa, který je dokonale přizpůsoben dozrávání vína v sudech. Ostatní vinaři z oblasti Bordeaux jeho inovace napodobovali, až se z nich nakonec stala obecně uznávaná pravidla. Corinne Mentzelopoulosová věrně kráčí v šlépějích svého otce. Pod jejím vedením dotáhl tým stejně mladých, obětavých a oddaných spolupracovníků odvážné plány Andrého Mentzelopoulose do konce. Společně realizovali jeho nápad ukrýt část obrovského vinařského závodu do podzemí. Vinařství se tak rozkládá v nadzemí i podzemí kolem obdélníkového dvora, jenž svou velikostí připomíná městské náměstí. Veškeré potřebné provozy jsou tak jako v dobách Louise Combese soustředěny kolem obrovského vinného sklepa a vzájemně na sebe navazují. Sklep neboli chai je skutečným chrámem vína, jehož vnitřek zvelebuje osmnáct vysokých dórských sloupů.
Přibližný poměr jednotlivých odrůd v Château Margaux činí obvykle 75 % Cabernetu Sauvignon, 20 % Merlotu, 5 % Petit verdotu a Cabernetu Franc. Jak je v Médoku zvykem, zabírá většinu osázené plochy vinic Cabernet Sauvignon s 75 %, druhý je Merlot se zhruba 20 % a zbytek tvoří Cabernet Franc a Petit Verdot. Každoroční produkce vinařství činí asi 30 000 kartonů. Toto množství se dělí mezi slavné Premier Cru a druhé víno usedlosti, jímž je Pavillon Rouge. Z malého množství odrůdy Sauvignon Blanc, jež se na vinicích také pěstuje, se připravuje bílé víno Pavillon Blanc. Prodává se pod názvem apelace Bordeaux AOC. Průměrné stáří keřů révy na vinicích Chateau Margaux je 35 let.
Château Margaux je vybroušené, jemné a elegantní víno, jež v sobě spojuje sílu, bohatost a vytříbenost, což z něj činí jedno z nejmimořádnějších vín, jaká existují.